# Liste der Naturdenkmäler in Wien/Brigittenau
Die Liste der Naturdenkmäler in Wien/Brigittenau listet alle als Naturdenkmal ausgewiesenen Objekte im 20. Wiener Gemeindebezirk Brigittenau auf.

## Naturdenkmäler
| Foto |                 | Name                                          | ID  | Standort | Beschreibung | Fläche | Datum      |
| ---- | --------------- | --------------------------------------------- | --- | --- | --- | ------ | ---------- |
| 1    | Datei hochladen | Silberpappel (Populus alba)                   | 51  | Wien, Treustraße 94 KG: Brigittenau GrStNr: 3621 Standort                                                       | Die Silberpappel (Populus alba) mit einem Stammumfang von rund 3 Metern wurde bereits 1937 infolge ihrer Schönheit und Seltenheit unter Schutz gestellt. |        | 17.11.1937 |
| 1    | Datei hochladen | Platanenallee (Platanus sp.)                  | 539 | Wien, Innstraße KG: Brigittenau GrStNr: 4965/2 Standort                                                         | Die Platanenallee wurde auf Grund ihrer Eigenart unter Schutz gestellt. Sie erstreckt sich zwischen der Pasettistraße und dem Handelskai.                |        | 27.08.1971 |
| 1    | Datei hochladen | Baumzeile aus Platanen (Platanus x hispanica) | 819 | Wien, Durchlaufstraße, von der Vorgartenstraße bis zur Hellwagstraß KG: Brigittenau GrStNr: 5003; 5006 Standort | Die Platanenzeile in der Durchlaufstraße besitzt eine ausgeprägte Größe und Mächtigkeit sowie eine fast durchgehende Freistandskrone.                    |        | 17.06.2010 |

| Foto:                    | Fotografie des Naturdenkmals. Klicken des Fotos erzeugt eine vergrößerte Ansicht. Daneben finden sich zwei Symbole: \| Weitere Bilder vorhanden \| Das Symbol bedeutet, dass weitere Fotos des Objekts verfügbar sind. Durch Klicken des Symbols werden sie angezeigt. \| \| Eigenes Foto hochladen \| Durch Klicken des Symbols können weitere Fotos des Objekts in das Medienarchiv Wikimedia Commons hochgeladen werden. \| |
| Name:                    | Bezeichnung des Naturdenkmals laut offiziellen Quellen |
| ID                       | Identifikator |
| Standort:                | Es ist die Gemeinde und falls vorhanden die Adresse angegeben. Darunter sind die Katastralgemeinde (KG) und die Grundstücksnummer angeführt. Durch Aufruf des Links Standort wird die Lage des Denkmals in verschiedenen Kartenprojekten angezeigt. |
| Beschreibung             | Kurze Beschreibung des Naturdenkmals |
| Fläche                   | Fläche des Naturdenkmals in Hektar (ha) |
| Datum                    | Datum oder Jahr der Unterschutzstellung |
| Weitere Bilder vorhanden | Das Symbol bedeutet, dass weitere Fotos des Objekts verfügbar sind. Durch Klicken des Symbols werden sie angezeigt. |
| Eigenes Foto hochladen   | Durch Klicken des Symbols können weitere Fotos des Objekts in das Medienarchiv Wikimedia Commons hochgeladen werden. |